# مشفهة متفرعة
مشفهة متفرعة (الاسم العلمي:Chiloglanis bifurcus) (بالإنجليزية: Incomati suckermouth)‏ هي نوع من الأسماك تتبع جنس المشفهة من فصيلة الموشوكيات.